# 海軍甲事件
海軍甲事件（かいぐんこうじけん）とは、第二次世界大戦中の1943年（昭和18年）4月18日に、前線を視察中の連合艦隊司令長官山本五十六海軍大将の搭乗機がアメリカ軍戦闘機に撃墜され、山本が戦死した事件である。アメリカ側名称はヴェンジェンス作戦（英語: Operation Vengeance）。

## 経緯

### 視察計画
日本海軍は1943年（昭和18年）4月7日からい号作戦を実行し、ソロモン諸島、ニューギニア方面の連合国艦隊に攻撃を加えた。この作戦は成功を収め、16日に終了した。
この間、山本長官はトラック島の連合艦隊旗艦「武蔵」を離れ、「い号作戦」を直接指揮するため幕僚を従えてラバウル基地に来ていた。山本は、ブーゲンビル島・ショートランド島の前線航空基地の将兵の労をねぎらうため、ラバウルからブーゲンビル島のブイン基地を経て、ショートランド島の近くにあるバラレ島基地に赴く予定を立てた。当時、その方面は日本海軍の制空権下にあり、飛来する敵機は高高度から単機で偵察行動をするP-38程度であり、危機感は些かもなかった。その前線視察計画は、艦隊司令部から関係方面に打電された。この暗号電文はアメリカ軍に傍受された。
日本側は全く関知していなかったことだが、アメリカ軍情報部は当時すでに日本軍の暗号解読に成功していた。この電文も直ちに解読され、アメリカ軍は山本の視察の経路と予定時刻を把握した。この情報は、すぐにアメリカ海軍のチェスター・ニミッツ太平洋艦隊司令長官に報告された。

### ヴェンジェンス作戦
ヴェンジェンス（vengeance＝報復・復讐）、真珠湾攻撃を立案した山本への報復という意味が込められている。
無能な敵将であれば、生かしておくほうが味方に利益である。そのため、山本の前線視察の予定を掴んだニミッツは幕僚と会議を開き、そもそも山本を殺害すべきなのかを検討した。検討の結果、真珠湾攻撃の立案者として人望の高い山本が戦死すれば日本軍の士気が低下すること、山本長官より優れた者が後任となる可能性は低いことを理由に、ニミッツは山本の殺害を決断した。ニミッツは南太平洋方面軍司令官ウィリアム・ハルゼーに山本長官の行程を連絡し、予備計画の作成を命令した。作戦半径は非常に長距離だったが、ハルゼーは山本がきわめて時間に正確で今回も予定を守ることを前提に、航続距離の長いガダルカナルの陸軍機P-38ならば途中で邀撃が可能と応答してきた。
山本のような有名人を殺害することは、日本国内に政治的反動（山本殺害による対米憎悪の増大や、それに伴う戦意の高揚）を引き起こす懸念もあり、慎重になる必要があった。そこで、ニミッツは先にフランク・ノックス海軍長官とルーズベルト大統領の許可をとった上で、最終的な命令をハルゼーに下した。

### 戦闘の推移
- 5時25分　P-38戦闘機18機、ガダルカナル島ヘンダーソン基地出撃。7時35分にブーゲンビル上空に到着予定。
- 6時05分　一番機に山本長官と幕僚、二番機には連合艦隊参謀長宇垣纏中将ほか幕僚が乗った[4]一式陸上攻撃機2機、および護衛の零式艦上戦闘機9機、ニューブリテン島ラバウル東飛行場を離陸。
- 7時33分　P-38戦闘機16機（出撃後2機故障帰還）、V字編隊の一式陸上攻撃機2機、零式艦上戦闘機6機をブーゲンビル島上空で発見、攻撃開始。
- 7時50分頃　山本長官搭乗の1番機被弾、モイラ岬のジャングルに墜落。宇垣纏参謀長搭乗の2番機も被弾炎上し海上に不時着。

### 事件後

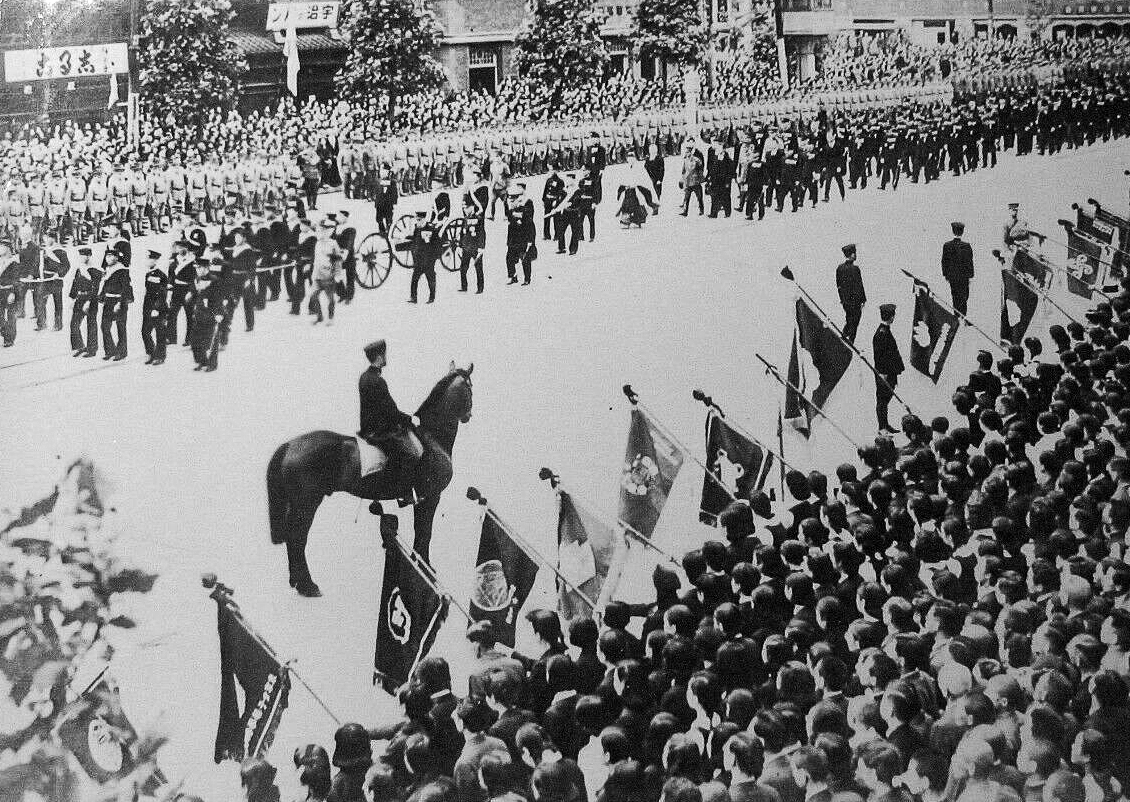
1943年（昭和18年）6月5日、山本長官の国葬

一式陸上攻撃機は空戦の結果撃墜され、山本長官は戦死した。戦死は全軍の士気に大きな影響を与えることが予想されたため、関係者には箝口令が敷かれた。
5月17日、山本五十六の後を継いで連合艦隊司令長官となった古賀峯一は、山本の遺骨とともに戦艦「武蔵」でトラック島を出発し東京湾へ向かった。戦艦「金剛」「榛名」、空母「飛鷹」、重巡洋艦「利根」「筑摩」が護衛に就いた。
遺骨が東京に到着した5月21日に戦死の事実が公表され、6月5日に国葬が執行された。当時の内閣総理大臣だった東條英機は、山本が戦死したとの一報を受け、「君逝き みにしむ責の 重きかな されどやみなん 勝てやむへき」と詠んだ。
撃墜の翌日、アメリカのサンフランシスコ放送は山本長官の名前を出すことなく、一式陸上攻撃機撃墜の事実のみを簡単に報じた。アメリカ軍は日本軍の暗号解読に成功している事実を日本側に悟られないよう、偶然の撃墜であったかのように発表を装っている。
同日にブーゲンビル島のカヒリ飛行場を空爆し、山本機への攻撃を一帯への攻撃の一部であるかのように見せかけた。さらにニミッツは部下のハルゼーを通じ、撃墜を命じられた搭乗員達に対して情報源を「沿岸監視員からの情報」として伝え、暗号解読の事実を秘匿している。攻撃を実行したヘンダーソン基地の関係者にも箝口令が敷かれ、日本が山本の戦死を発表したのちにそれを解いたものの、一番機を撃墜した搭乗員については公表しなかった。攻撃隊で一番機を撃墜したと主張した搭乗員は3人おり、戦闘情報指揮官はこの全員の戦果としたが、のちにうち1人は実際には二番機だったことが判明し、1992年に空軍長官が「2人の戦果」に訂正する裁定を行っている。
日本海軍は、2週間前に暗号表（乱数表）を更新したばかりで「アメリカに暗号を解読された」という見解を取ることができず、その後の日本海軍の連敗へとつながったという説もあったが、2008年9月までに機密解除されたアメリカ軍史料によれば、この視察では更新前の古い乱数表を使って山本の日程表を送信していたことが分かっている。
1945年9月11日、アメリカ陸軍は山本の戦死について、暗号を解読して乗機を待ち伏せ、撃墜したことを公表した。

## 参加兵力
- 日本：一式陸上攻撃機2機、零式艦上戦闘機9機（内3機戦闘前に引きかえす。零戦隊第二小隊の三番機を務めた柳谷飛行兵長は元々6機だったと主張している。）
- アメリカ：P-38戦闘機18機（内2機途中で引きかえす）

## 被害
日本側： 一式陸上攻撃機 2機 被撃墜。掩護機 6機 被害なし。
- 1番機： 下記の全員が戦死。
司令長官山本五十六大将、軍医長高田六郎軍医少将、航空甲参謀樋端久利雄中佐、副官福崎昇中佐、機長主操縦員小谷立飛行兵曹長、副操縦員大崎朋春飛行兵長、偵察員田中実上等飛行兵曹、電信員畑信雄一等飛行兵曹、電信員上野光雄飛行兵長、攻撃員小林春政飛行兵長、整備員上田春雄上等整備兵曹。
- 2番機： 下記のうち宇垣纏参謀長ら3名は救出。他は戦死。
連合艦隊参謀長宇垣纏中将、主計長北村元治主計少将、通信参謀今中薫中佐、気象長友野林治中佐、航空乙参謀室井捨治少佐、機長主操縦員林浩二等飛行兵曹、副操縦員藤本文勝飛行兵長、偵察員谷本博明一等飛行兵曹、電信員伊藤助一二等飛行兵曹、電信員八記勇二等飛行兵曹、攻撃員野見山金義飛行兵長、整備員栗山信之二等整備兵曹。

アメリカ側： P-38戦闘機 1機 被撃墜。

## 事件に関する諸説
山本の戦死を報じた当時の公式発表では、山本の遺体の発見状況を「提督は機上で敵弾を受け、軍刀を手に、泰然として戦死しておられた」と発表された。「軍医の遺体検死記録によると、「死因は戦闘機機銃弾がこめかみ（眦とも）から下顎を貫通した事によるもの」という結論が出され、ほぼ即死状態であったと推察されている。しかし山本が搭乗していた一式陸上攻撃機を銃撃したP-38戦闘機の機銃は12.7mm4門及び20mm1門であり、検死記録の事実通りであれば頭半分は吹き飛ぶはずである。こういった疑問点から山本の頭部を打ち抜いていたのは、拳銃弾などの小口径の銃弾であった可能性が否定できず、こういった疑問点から「山本自決説」「第三者による射殺説」が論じられることがある。
山本の遺体を最初に発見した第6師団第23連隊の浜砂盈栄陸軍少尉の証言によれば、「山本長官の遺体は座席と共に放り出されていた。そして軍医長が地を這って近寄ろうとして絶命した痕跡を残していた」という。また、他の遺体が黒焦げで蛆虫による損傷が激しいにもかかわらず、この2名だけは蛆も少なく比較的綺麗な形で残っていた。つまりこれが本当だとするならば、不時着からしばらくは両名が生存していたということになる。
地上から収容にあたった陸軍第17軍第6師団歩兵第23連隊の蜷川親博軍医中尉（のち大尉。1944年12月戦病死）の検死調書には、遺体に銃創は無かったとの記述がみられる。山本の墜落現場に向かった各部隊の長、同連隊の浜砂少尉・中村見習士官・海軍佐世保鎮守府第6特別陸戦隊吉田少尉も同様に、山本の顔面には弾丸による傷痕はなかったと証言。が、前述の4士官の後に山本の遺体を正式に死体検分した田淵海軍軍医少佐は、顔面に銃弾による傷跡があったと証言している。
蜷川軍医中尉の実弟である蜷川親正（医学博士）は、山本の遺体には顔面貫通機銃創及び背部盲貫機銃創はなく、座席に座って救助を待っていたが、全身打撲か内臓破裂により19日早朝に死亡したものとの見解を示している。蜷川によれば、検案記録等にある顔面貫通機銃創及び背部盲貫機銃創は、機上戦死や即死を演出するために死後損傷が加えられたとのことである。